# Гайспольсайм (кантон)
Гайспольса́йм (фр. Geispolsheim) — кантон у Франції, в департаменті Нижній Рейн регіону Ельзас.

## Склад кантону
Кантон включає в себе 10 муніципалітетів:
| Муніципалітет | Площа | Населення, осіб | Рік  |
| ------------- | ----- | --------------- | ---- |
| Блесайм       | 9,96  | 1369            | 1999 |
| Гайспольсайм  | 21,95 | 7031            | 1999 |
| Дюппігайм     | 7,38  | 1560            | 2007 |
| Енцайм        | 8,17  | 1796            | 2007 |
| Ешо           | 11,83 | 4804            | 2007 |
| Кольбсайм     | 3,33  | 825             | 2007 |
| Ліпсайм       | 4,96  | 2268            | 1999 |
| Ольцайм       | 6,91  | 2750            | 1999 |
| Плобсайм      | 16,64 | 3702            | 2007 |
| Фегерсайм     | 6,25  | 5173            | 2007 |

## Консули кантону
| Період    | Консул           | Посада                                    |
| --------- | ---------------- | ----------------------------------------- |
| 1985—1998 | Marcel Geistel   | Мер муніципалітету Гайспольсайм (до 1995) |
| 1998—2011 | Sébastien Zaegel | Мер муніципалітету Гайспольсайм (з 1995)  |